# Historiografi
Historiografi är en term som i huvudsak betecknar den vetenskapliga analysen av historieforskningen och historieförmedlingen.
I Sverige har ett antal historiografiskt inriktade studier publicerats, inte minst i försök att analysera och karaktärisera den weibullska riktningen inom svensk historisk forskning. Ett svenskt historiografiskt översiktsverk kom dock först 2016: Historieskrivningen i Sverige (redaktörer Gunnar Artéus och Klas Åmark).